# Вжосова
Вжосова (пол. Wrzosowa) — село в Польщі, у гміні Почесна Ченстоховського повіту Сілезького воєводства.
Населення — 2001 особа (2011).
У 1975-1998 роках село належало до Ченстоховського воєводства.

## Демографія
Демографічна структура станом на 31 березня 2011 року:
|          | Загалом | Допрацездатний вік | Працездатний вік | Постпрацездатний вік |
| -------- | ------- | ------------------ | ---------------- | -------------------- |
| Чоловіки | 973     | 186                | 669              | 118                  |
| Жінки    | 1028    | 182                | 599              | 247                  |
| Разом    | 2001    | 368                | 1268             | 365                  |